# Haruspex mentitus
Haruspex mentitus är en skalbaggsart som beskrevs av Martins 1976. Haruspex mentitus ingår i släktet Haruspex och familjen långhorningar. Inga underarter finns listade i Catalogue of Life.